# Aeroportul Córdoba
Aeroportul Córdoba (IATA: ODB, ICAO: LEBA) este un aeroport din Córdoba, Provincia Córdoba, Andaluzia, Spania ce deservește zona Córdoba. Aeroportul a fost tranzitat în 2022 de 3.330 de pasageri. A fost deschis în 25 mai 1958 și numit după zona deservită.
Situat la o altitudine de 90 m, aeroportul dispune de 1 pistă. Este operat de ENAIRE⁠(d).

## Infrastructură

### Piste
Aeroportul dispune de o singură pistă. Pista 03/21 are suprafața de asfalt și dimensiunile 2.241 m × 45 m. 